# Handball-Oberliga Sachsen 2000/01
Die Handball-Oberliga Sachsen 2000/01 wurde unter dem Dach des Handball-Verbandes Sachsen (HVS) organisiert. Sie war die höchste Spielklasse des Landesverbandes Sachsen und wurde hinter der Regionalliga als vierthöchste Spielklasse im deutschen Ligensystem eingestuft.

## Saisonverlauf
Die Oberliga Sachsen 2000/01 war die zehnte Ausspielung der Handball-Oberligasaison. Meister wurde der SV Concordia Delitzsch II. In dieser Saison gab es bei den Männern keinen Aufsteiger aus Sachsen. Sachsenmeister und Aufsteiger bei den Frauen war der HC Sachsen Neustadt-Sebnitz.

### Modus
Es wurde eine Hin- und Rückrunde gespielt. Nach Abschluss der daraus resultierenden Spieltage wurde der Sachsenmeister ermittelt, während die letzten vier Mannschaften in die Verbandsligen absteigen mussten. Der Modus war für Männer und Frauen gleich.

## Teilnehmer und Platzierungen
Nicht mehr dabei waren Auf- und Absteiger der Vorsaison. Neu hinzu kamen die Absteiger (A) aus der Regionalliga Süd  und die Aufsteiger (N) aus der Verbandsligen. 

### Männer
 1. Concordia Delitzsch II (N)
- 2. SG LVB Leipzig (A)
- 3. HSV Dresden
- 4. HSG Pirna/Heidenau (N)
- 5. HSG Freiberg (A)
- 6. HSV Glauchau
- 7. HSG USV/ESV Dresden
- 8. SV 04 Plauen-Oberlosa
- 9. Zwönitzer HSV 1928 (N)
- 10 EHV Aue II
- 11. SV Lok Leipzig-Mitte
- 12 SHV Oschatz

 13. SSV Chemnitz-Rottluff

 14. OHV Löbau

 15. Zwickauer HC Grubenlampe (A)

 16. SHC Meerane

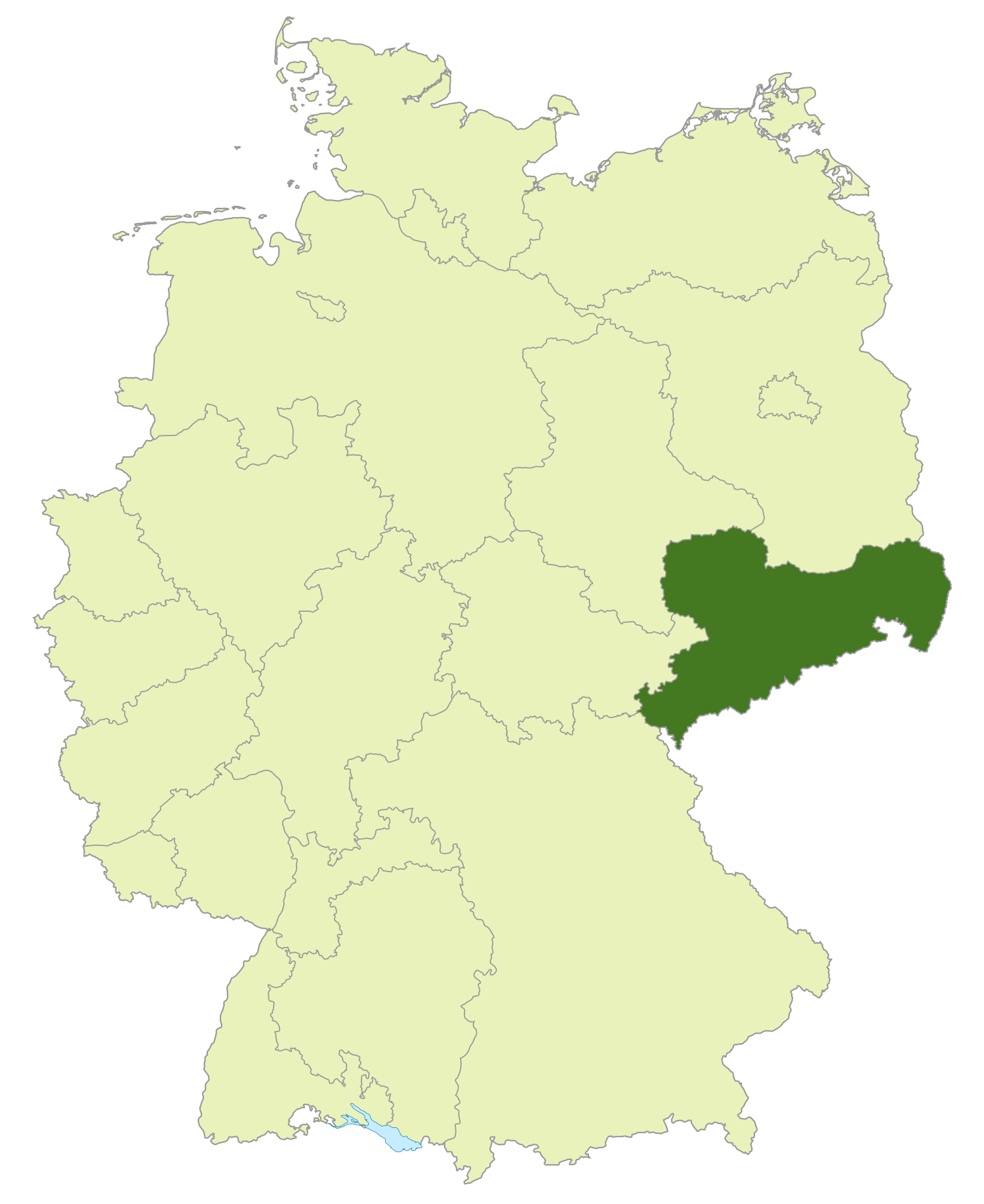
Bereich „Handball-Verband Sachsen“ (grün)

(A) = Absteiger aus der Regionalliga Süd (N) = neu in der Liga

 Sachsenmeister
- Für die Oberliga  2001/02 qualifiziert

 Absteiger in die Verbandsliga
- SG USV/ESV Dresden fortan HC Dresden

### Frauen
- Der HC Sachsen Neustadt-Sebnitz wurde Sachsenmeister und hat sich für die Regionalliga Mitte 2001/02 der Frauen qualifiziert.